# Brani musicali dei Rondò Veneziano
Elenco dei brani del Rondò Veneziano in ordine alfabetico.
- Sono stati inseriti, dopo il titolo dei brani, il titolo dell'album in cui il brano in questione è stato pubblicato la prima volta, seguito da eventuali raccolte in cui il brano è comparso nel corso degli anni.
- Per alcuni brani è stato aggiunto l'anno in cui questi sono stati incisi su 45 giri, seguito dal primo album in cui sono stati inseriti.
Per altri è stato considerato l'anno di pubblicazione solo su 45 giri perché inediti su album.

## Elenco dei brani
| Titolo                                                              | Album                                   | Anno | Autori                                |
| ------------------------------------------------------------------- | --------------------------------------- | ---- | ------------------------------------- |
| Abissi                                                              | La Piazza / Concertissimo               | 2002 | Gian Piero Reverberi / Ivano Pavesi   |
| Accademia                                                           | Masquerade / Visioni di Venezia         | 1989 | Gian Piero Reverberi / Laura Giordano |
| Acquario-Aria                                                       | Zodiaco - Sternzeichen                  | 1998 | Gian Piero Reverberi / Ivano Pavesi   |
| Addio a Venezia                                                     | Attimi di magia - Magische Augenblicke  | 1999 | Gian Piero Reverberi / Ivano Pavesi   |
| Affresco                                                            | Arabesque / Misteriosa Venezia          | 1987 | Gian Piero Reverberi / Laura Giordano |
| Alba in pianura (trad. Ujesguleng goo-um jandan sirege/Gandii modu) | Marco Polo                              | 1997 | Gian Piero Reverberi / Ivano Pavesi   |
| Alba sul mare                                                       | Papagena / Vénitienne                   | 2001 | Gian Piero Reverberi / Ivano Pavesi   |
| Alchimie sonore                                                     | Il mago di Venezia                      | 1994 | Gian Piero Reverberi / Ivano Pavesi   |
| Alla corte del re                                                   | Scaramucce                              | 1982 | Gian Piero Reverberi / Laura Giordano |
| Allegro veneziano                                                   | Rondò veneziano                         | 1980 | Gian Piero Reverberi / Laura Giordano |
| Andante veneziano                                                   | Rondò veneziano                         | 1980 | Gian Piero Reverberi / Laura Giordano |
| Andromeda                                                           | La Piazza                               | 2002 | Gian Piero Reverberi / Ivano Pavesi   |
| Angus' Theme * Reprise (Mediterranean Dance)                        | Not quite Jerusalem                     | 1985 | Gian Piero Reverberi / Laura Giordano |
| Antichi ricordi                                                     |                                         |      | Gian Piero Reverberi / Ivano Pavesi   |
| Apoteosi della danza                                                |                                         |      | Gian Piero Reverberi / Laura Giordano |
| Arabesco                                                            | Scaramucce                              | 1982 | Gian Piero Reverberi / Laura Giordano |
| Arabesque (= Misteriosa Venezia)                                    | Arabesque                               | 1987 | Gian Piero Reverberi / Laura Giordano |
| Arazzi I                                                            | Rapsodia Veneziana                      | 1986 | Gian Piero Reverberi / Laura Giordano |
| Arazzi II                                                           | Rapsodia Veneziana                      | 1986 | Gian Piero Reverberi / Laura Giordano |
| Arcobaleno                                                          | Arabesque                               | 1987 | Gian Piero Reverberi / Laura Giordano |
| Aria di festa                                                       | La Serenissima                          | 1981 | Gian Piero Reverberi / Laura Giordano |
| Arlecchino                                                          | La Serenissima                          | 1981 | Gian Piero Reverberi / Laura Giordano |
| Armonie                                                             | Arabesque                               | 1987 | Gian Piero Reverberi / Laura Giordano |
| Attimi di magia                                                     | Attimi di magia - Magische Augenblicke  | 1999 | Gian Piero Reverberi / Ivano Pavesi   |
| Bettina                                                             | Casanova                                | 1985 | Gian Piero Reverberi / Laura Giordano |
| Ca' d'Oro                                                           | Odissea Veneziana / L'odyssée de Venise | 1984 | Gian Piero Reverberi / Laura Giordano |
| Campielli                                                           | Scaramucce                              | 1982 | Gian Piero Reverberi / Laura Giordano |
| Campo dei mori                                                      | Odissea veneziana / L'odyssée de Venise | 1984 | Gian Piero Reverberi / Dario Farina   |
| Canal Grande                                                        | La Serenissima                          | 1981 | Gian Piero Reverberi / Laura Giordano |
| Capriccio veneziano                                                 | La Serenissima                          | 1981 | Gian Piero Reverberi / Laura Giordano |
| Carrousel                                                           | Concerto                                | 1988 | Gian Piero Reverberi / Ivano Pavesi   |
| Casanova                                                            | Casanova                                | 1985 | Gian Piero Reverberi / Laura Giordano |
| Cecilia                                                             | L'odysée de Venise / Casanova           | 1984 | Gian Piero Reverberi / Laura Giordano |
| Chimere                                                             | Concerto                                | 1988 | Gian Piero Reverberi / Ivano Pavesi   |
| Concerto (Poesia di Venezia)                                        | Concerto                                | 1988 | Gian Piero Reverberi / Ivano Pavesi   |
| Concertissimo (= Andromeda)                                         | Concertissimo                           | 2002 | Gian Piero Reverberi / Ivano Pavesi   |
| Controdanze                                                         | Concerto                                | 1988 | Gian Piero Reverberi / Ivano Pavesi   |
| Corso delle gondole                                                 | Arabesque                               | 1987 | Gian Piero Reverberi / Laura Giordano |
| Désirée                                                             | Papagena                                | 2001 | Gian Piero Reverberi / Ivano Pavesi   |
| Désirée (extended version)                                          | Vénitienne                              | 2001 | Gian Piero Reverberi / Ivano Pavesi   |
| Donna Lucrezia                                                      | Casanova                                | 1985 | Gian Piero Reverberi / Laura Giordano |
| Dopo il concerto                                                    | Papagena / Vénitienne                   | 2001 | Gian Piero Reverberi / Ivano Pavesi   |
| Fantasia veneziana                                                  | Odissea veneziana                       | 1984 | Gian Piero Reverberi / Laura Giordano |
| Festa celtica                                                       | La Piazza / Concertissimo               | 2002 | Gian Piero Reverberi / Ivano Pavesi   |
| Feste veneziane                                                     | Arabesque                               | 1987 | Gian Piero Reverberi / Laura Giordano |
| Fiaba antica                                                        | Arabesque                               | 1987 | Gian Piero Reverberi / Laura Giordano |
| Giardino incantato                                                  | Casanova                                | 1985 | Gian Piero Reverberi / Laura Giordano |
| Gioco finale                                                        | La Piazza / Concertissimo               | 2002 | Gian Piero Reverberi / Ivano Pavesi   |
| Il balcone di Giulietta                                             | Papagena / Vénitienne                   | 2001 | Gian Piero Reverberi / Ivano Pavesi   |
| Il battistero                                                       | Papagena                                | 2001 | Gian Piero Reverberi / Ivano Pavesi   |
| Interludio                                                          | Casanova                                | 1985 | Gian Piero Reverberi / Laura Giordano |
| Invito alla danza                                                   | Odissea veneziana                       | 1984 | Gian Piero Reverberi / Laura Giordano |
| Isole                                                               | Rapsodia Veneziana                      | 1986 | Gian Piero Reverberi / Laura Giordano |
| L'anello                                                            | L'odysée de Venise                      | 1984 | Gian Piero Reverberi / Laura Giordano |
| L'orientale                                                         | Casanova                                | 1985 | Gian Piero Reverberi / Laura Giordano |
| La grotta azzurra                                                   | Papagena / Vénitienne                   | 2001 | Gian Piero Reverberi / Ivano Pavesi   |
| La Piazza (= Venise en fête)                                        | La Piazza                               | 2002 | Gian Piero Reverberi / Ivano Pavesi   |
| La scala d'oro                                                      | Arabesque                               | 1987 | Gian Piero Reverberi / Laura Giordano |
| La Serenissima                                                      | La Serenissima                          | 1981 | Gian Piero Reverberi / Laura Giordano |
| Laguna incantata                                                    | Scaramucce                              | 1982 | Gian Piero Reverberi / Laura Giordano |
| Le vele                                                             | La Piazza / Concertissimo               | 2002 | Gian Piero Reverberi / Ivano Pavesi   |
| Love theme * part one (notturno in gondola)                         | Not Quite Jerusalem                     | 1985 | Gian Piero Reverberi / Laura Giordano |
| Luna in laguna                                                      | La Piazza / Concertissimo               | 2002 | Gian Piero Reverberi / Ivano Pavesi   |
| Magico incontro                                                     | La Serenissima                          | 1981 | Gian Piero Reverberi / Laura Giordano |
| Main theme * orchestral (la serenissima / symphony)                 | Not Quite Jerusalem                     | 1985 | Gian Piero Reverberi / Laura Giordano |
| Miniature                                                           | Concerto                                | 1988 | Gian Piero Reverberi / Ivano Pavesi   |
| Mosaico                                                             | Odissea veneziana / L'odyssée de Venise | 1984 | Gian Piero Reverberi / Laura Giordano |
| Nostalgia di Venezia                                                | Casanova                                | 1985 | Gian Piero Reverberi / Laura Giordano |
| Note di notte                                                       | La Piazza / Concertissimo               | 2002 | Gian Piero Reverberi / Ivano Pavesi   |
| Notturno in gondola                                                 | La Serenissima                          | 1981 | Gian Piero Reverberi / Laura Giordano |
| Notturno romantico                                                  | La Piazza / Concertissimo               | 2002 | Gian Piero Reverberi / Ivano Pavesi   |
| Nuovi orizzonti                                                     | Casanova                                | 1985 | Gian Piero Reverberi / Laura Giordano |
| Nuvole                                                              | Concerto                                | 1988 | Gian Piero Reverberi / Ivano Pavesi   |
| Oboe d'amore                                                        | Scaramucce                              | 1982 | Gian Piero Reverberi / Laura Giordano |
| Ode russa                                                           | La Piazza / Concertissimo               | 2002 | Gian Piero Reverberi / Ivano Pavesi   |
| Odissea veneziana                                                   | Odissea veneziana / L'odyssée de Venise | 1984 | Gian Piero Reverberi / Dario Farina   |
| Papagena (= Vénitienne)                                             | Papagena                                | 2001 | Gian Piero Reverberi / Ivano Pavesi   |
| Perla del mare                                                      | Concerto                                | 1988 | Gian Piero Reverberi / Ivano Pavesi   |
| Piano su piano                                                      | La Piazza / Concertissimo               | 2002 | Gian Piero Reverberi / Ivano Pavesi   |
| Prime luci sulla laguna                                             | Odissea veneziana / L'odyssée de Venise | 1984 | Gian Piero Reverberi / Laura Giordano |
| Preludio all'amore                                                  | Casanova                                | 1985 | Gian Piero Reverberi / Laura Giordano |
| Profumo d'oriente                                                   | Arabesque                               | 1987 | Gian Piero Reverberi / Laura Giordano |
| Puerta del Sol                                                      | Papagena / Vénitienne                   | 2001 | Gian Piero Reverberi / Ivano Pavesi   |
| Pulcinella                                                          | Scaramucce                              | 1982 | Gian Piero Reverberi / Laura Giordano |
| Re Sole                                                             | Scaramucce                              | 1982 | Gian Piero Reverberi / Laura Giordano |
| Regata dei dogi                                                     | La Serenissima                          | 1981 | Gian Piero Reverberi / Laura Giordano |
| Rialto                                                              | La Serenissima                          | 1981 | Gian Piero Reverberi / Laura Giordano |
| Riflessi sull'acqua                                                 | Scaramucce                              | 1982 | Gian Piero Reverberi / Laura Giordano |
| Rifugio alpino                                                      | Papagena / Vénitienne                   | 2001 | Gian Piero Reverberi / Ivano Pavesi   |
| Ritorno a Venezia                                                   | Arabesque                               | 1987 | Gian Piero Reverberi / Laura Giordano |
| Rive e marine                                                       | Arabesque                               | 1987 | Gian Piero Reverberi / Laura Giordano |
| Ronda di stelle                                                     | La Piazza / Concertissimo               | 2002 | Gian Piero Reverberi / Ivano Pavesi   |
| Rosaura                                                             | Casanova                                | 1985 | Gian Piero Reverberi / Laura Giordano |
| Rosso veneziano                                                     | Odissea veneziana / L'odyssée de Venise | 1984 | Gian Piero Reverberi / Laura Giordano |
| San Marco                                                           | Rondò Veneziano                         | 1980 | Gian Piero Reverberi / Laura Giordano |
| Scaramucce                                                          | Scaramucce                              | 1982 | Gian Piero Reverberi / Laura Giordano |
| Seduzione                                                           | Concerto                                | 1988 | Gian Piero Reverberi / Ivano Pavesi   |
| Sinfonia corale                                                     | La Piazza / Concertissimo               | 2002 | Johann Sebastian Bach / Ivano Pavesi  |
| Sinfonia per un addio                                               | La Serenissima                          | 1981 | Gian Piero Reverberi / Laura Giordano |
| Sogno veneziano                                                     | Casanova                                | 1985 | Gian Piero Reverberi / Laura Giordano |
| Sonetto                                                             | Concerto                                | 1988 | Gian Piero Reverberi / Ivano Pavesi   |
| Specchio della laguna                                               | Arabesque                               | 1987 | Gian Piero Reverberi / Laura Giordano |
| Splendore di Venezia                                                | Concerto                                | 1988 | Gian Piero Reverberi / Ivano Pavesi   |
| Suite di passione                                                   | Concertissimo                           | 2002 | Johann Sebastian Bach / Ivano Pavesi  |
| Symphonic Run                                                       | La Piazza / Concertissimo               | 2002 | Gian Piero Reverberi / Ivano Pavesi   |
| Tema veneziano                                                      | Concerto                                | 1988 | Gian Piero Reverberi / Ivano Pavesi   |
| Tiziano                                                             | Odissea veneziana / L'odyssée de Venise | 1984 | Gian Piero Reverberi / Laura Giordano |
| Tramonto d'autunno                                                  | Concerto                                | 1988 | Gian Piero Reverberi / Ivano Pavesi   |
| Trasparenze                                                         | Scaramucce                              | 1982 | Gian Piero Reverberi / Laura Giordano |
| Tramonto sulla laguna                                               | Rondò Veneziano                         | 1980 | Gian Piero Reverberi / Laura Giordano |
| Giochi d'acqua                                                      | Rondò Veneziano                         | 1980 | Gian Piero Reverberi / Laura Giordano |
| Notte amalfitana                                                    | Rondò Veneziano                         | 1980 | Gian Piero Reverberi / Laura Giordano |
| Colombina                                                           | Rondò Veneziano                         | 1980 | Gian Piero Reverberi / Laura Giordano |
| Andante veneziano                                                   | Rondò Veneziano                         | 1980 | Gian Piero Reverberi / Laura Giordano |
| Danza mediterranea                                                  | Rondò Veneziano                         | 1980 | Gian Piero Reverberi / Laura Giordano |
| Rondò veneziano                                                     | Rondò Veneziano                         | 1980 | Gian Piero Reverberi / Laura Giordano |